# مدار مخابراتی
مدار مخابراتی (انگلیسی: Telecommunication circuit) می‌تواند هر رشته، هادی یا هر مجرای دیگری باشد که اطلاعات توسط آن منتقل می‌شود.
مدار اختصاصی، مدار خصوصی یا خطوط استیجاری، رشته خطی است که تنها به یک کاربرد اختصاص می‌یابد. در واقع این یک سیگنال آنالوگ بوده و معمولاً در ایستگاه‌های رادیویی برای کنترل از راه دور واحد یا لینک استودیوی فرستنده مورد استفاده قرار می‌گیرد. به تدریج خطوط دیجیتال شدند و برای مصارف خصوصی شبکه‌های رایانه‌ای مورد استفاده قرار گرفتند.
مدار سوئیچ برعکس مدار اختصاصی است. در مدار سوئیچ قابلیت اتصال به مسیرهای متفاوت میسر است. شبکه دیجیتالی خدمات یکپارچه و سرویس سادهٔ قدیمی تلفن نمونه‌هایی از مدار سوئیچ‌اند. در این مدارها امکان برقراری ارتباط با شماره‌های دیگر وجود دارد.
در خطوط دیجیتال، می‌توان یک مدار مجازی برای اهداف دیگری در حین اشتراک گذاری یک مدار مفرد فیزیکی به وجود آورد.

## تعاریف
مدار مخابراتی ممکن است  به اشکال زیر تعریف شود:
- مسیر کامل بین دو پایانه که ممکن است به صورت یک مسیر رفت و برگشت یا یک طرفه راه‌اندازی شود.
- مسیر الکترونیکی بین دو یا چند نقطه که قابلیت فراهم کردن چند کانال را داراست.
- تعدادی هادی که به قصد حمل جریان الکتریکی به یکدیگر متصل شده‌اند.
- یک حلقهٔ بستهٔ الکترونیکی که برای انتقال سیگنال از میان دو یا چند نقطه ساخته شده‌است.
- تعدادی قطعات الکتریکی مانند مقاومت، سلف، خازن، ترانزیستور و منابع انرژی که در یک یا چند مسیر برگشتی به یکدیگر متصل شده‌اند.